# 小泉川 (福島県)
小泉川（こいずみがわ）は、福島県相馬市を流れる河川であり、二級水系小泉川水系の本流である。

## 地理
相馬市西端、宮城県伊具郡丸森町境にそびえる天明山の北東部を水源とし、市街地北端を東に進み松川浦に注ぐ。市街地西端の黒木地区で同じく天明山の南東を水源とする右支小泉川と合流する。下流部はわずかな距離をあけながら宇多川の北側を流れる。流域幅が狭く、阿武隈高地がすぐに迫り平地も少ないため代掻きの時期には慢性的に農業用水の不足に見舞われていたが、宇多川上流に建設された松ヶ房ダムから水が引かれたことで解消した。

## 災害
流下能力の低い河川であるため氾濫が繰り返されており、1986年8月に発生した8.5水害では556戸、農地142haが被災し5億7100万円の被害額となったほか、1989年8月の台風13号の際も大規模な水害が発生した。2019年10月12日には台風19号の影響で宇多川とともに堤防が決壊し住宅1846棟、店舗などが878棟にわたり浸水の被害が出たほか、10月25日に発生した豪雨でも氾濫が発生し、被災地が再び浸水する被害となった。

## 流域の自治体
福島県
- 相馬市

## 支流
下流より記載
- 右支小泉川
- 萱倉川

## 主な橋梁
下流より記載
- 百閒橋（相馬市道）
- 第二和田橋（相馬市道）
- 相馬東大橋（小泉川橋）（国道6号相馬バイパス）
- 第三本笑橋（相馬市道）
- 小泉橋（福島県道38号相馬亘理線）
- 沖山橋（福島県道394号相馬新地線）
- 小泉川橋梁（JR常磐線）
- 新小泉橋（福島県道121号日下石新沼線）
- 小泉橋（相馬市道）
- 一の堰橋（相馬市道）
- 鎗町橋（相馬市道）
- 北川原橋（相馬市道（福島県道228号相馬大内線旧道））
- 新北川原橋（福島県道228号相馬大内線）
- 萱倉橋（常磐自動車道）